# Marco Etcheverry
Pour les articles homonymes, voir Etcheverry.
Marco Antonio Etcheverry est un footballeur bolivien né le 26 septembre 1970 à Santa Cruz.

## Biographie
Etcheverry, surnommé El Diablo, commence sa carrière au club Destroyers avant de poursuivre sa carrière dans le championnat de Bolivie au Bolívar et à l'Oriente Petrolero. Il s'expatrie ensuite à Colo-Colo (Chili), à l'América Cali (Colombie), au Barcelona Guayaquil (Équateur) avant de rejoindre la Major League Soccer en 1996 dans le club de D.C. United.
À Washington, où il reste jusqu'à la fin de la saison 2003, Etcheverry mène son équipe à plusieurs victoires en Major League Soccer et la Lamar Hunt US Open Cup. Il obtient la récompense de Meilleur joueur de MLS en 1998. En huit ans, Etcheverry joue un total de 191 matchs de MLS et marque 34 buts.
Etcheverry compte 71 sélections et inscrit 13 buts en faveur de l'équipe de Bolivie entre 1989 et 2003. Il dispute avec cette équipe la Coupe du monde 1994, mais se fait surtout remarquer par son expulsion contre l'Allemagne lors du match d'ouverture quelques minutes après être entré en jeu.
Etcheverry se retire du football professionnel en avril 2006 et reçoit la médaille du mérite pour ses performances sportives.

## Statistiques

### En sélection nationale
| Saison                | Sélection             | Phases finales                                    | Phases finales | Phases finales | Éliminatoires CDM | Éliminatoires CDM | Matchs amicaux | Matchs amicaux | Total | Total |
| Saison                | Sélection             | Compétition                                       | M              | B              | M                 | B                 | M              | B              | M     | B     |
| --------------------- | --------------------- | ------------------------------------------------- | -------------- | -------------- | ----------------- | ----------------- | -------------- | -------------- | ----- | ----- |
| 1988-1989             | Bolivie               | Copa América 1989                                 | 2              | 0              | -                 | -                 | 2              | 0              | 4     | 0     |
| 1990-1991             | Bolivie               | Copa América 1991                                 | 4              | 0              | -                 | -                 | 1              | 0              | 5     | 0     |
| 1992-1993             | Bolivie               | Copa América 1993                                 | 3              | 1              | 2                 | 1                 | 4              | 0              | 9     | 2     |
| 1993-1994             | Bolivie               | Coupe du monde 1994                               | 1              | 0              | 5                 | 3                 | -              | -              | 6     | 3     |
| 1994-1995             | Bolivie               | Copa América 1995                                 | 4              | 1              | -                 | -                 | 1              | 0              | 5     | 1     |
| 1995-1996             | Bolivie               | -                                                 | -              | -              | 2                 | 1                 | 6              | 2              | 8     | 3     |
| 1996-1997             | Bolivie               | Copa América 1997                                 | 5              | 2              | 8                 | 2                 | -              | -              | 13    | 4     |
| 1997-1998             | Bolivie               | -                                                 | -              | -              | 4                 | 0                 | -              | -              | 4     | 0     |
| 1998-1999             | Bolivie               | Copa América 1999 + Coupe des confédérations 1999 | 3+3            | 0              | -                 | -                 | 6              | 0              | 12    | 0     |
| 1999-2000             | Bolivie               | -                                                 | -              | -              | 2                 | 0                 | -              | -              | 2     | 0     |
| 2000-2001             | Bolivie               | Copa América 2001                                 | -              | -              | 1                 | 0                 | -              | -              | 1     | 0     |
| 2002-2003             | Bolivie               | -                                                 | -              | -              | -                 | -                 | 1              | 0              | 1     | 0     |
| 2003-2004             | Bolivie               | Copa América 2004                                 | -              | -              | 1                 | 0                 | -              | -              | 1     | 0     |
| Total sur la carrière | Total sur la carrière | Total sur la carrière                             | 25             | 4              | 25                | 7                 | 21             | 2              | 71    | 13    |

## Palmarès
- Major League Soccer en 1997 et 1999 avec le D.C. United
- Vainqueur de la MLS Cup en 1996, 1997 et 1999 le D.C. United
- Champion d'Équateur en 1997 avec le Barcelona Sporting Club
- Champion de Bolivie en 2001 avec l'Oriente Petrolero
- Trophée d'homme du match de la MLS Cup : 1996